# Компьютерная революция
Компьютерная революция (революция микрокомпьютеров, революция персональных компьютеров, цифровая революция) — одна из составляющих научно-технологической революции второй половины XX века. Началом компьютерной революции считается широкое внедрение их в обиход (т. н. компьютеры четвёртого поколения или персональные компьютеры), тогда как период их изобретения в 1930—1970-х называется «нулевым циклом». Одним из значимых результатов компьютерной революции является появление информационного общества. Важными вехами компьютерной революции являются разработка систем искусственного интеллекта (робототехника не имеет прямого отношения к данному понятию) и интернет-технологии

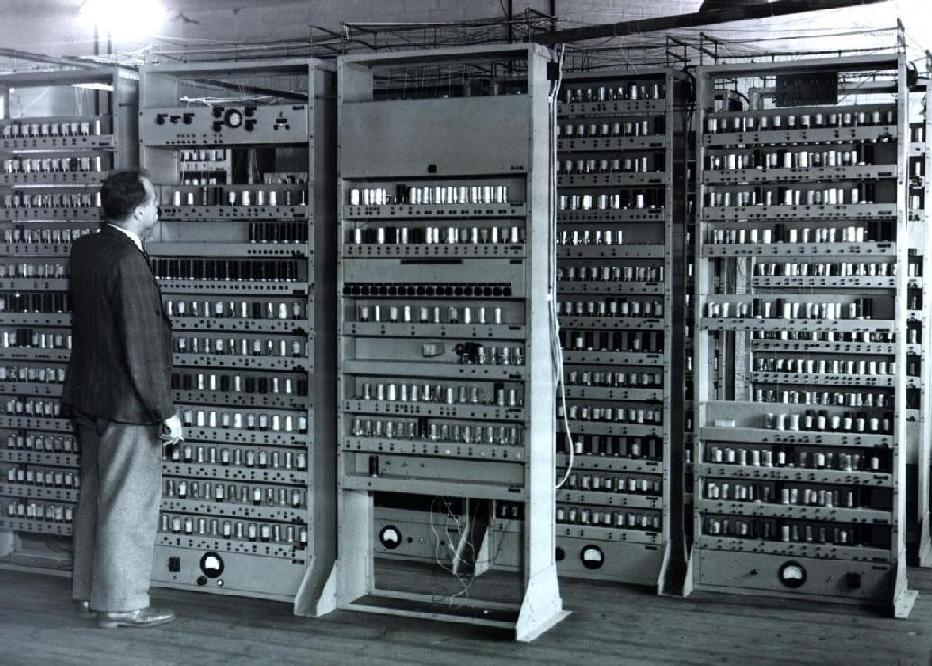
Завершение строительства британского компьютера EDSAC. Компьютерная лаборатория Кембриджского университета (1949)

Компьютерная революция усилила эффект глобализации, закрепила ведущую роль транснациональных корпораций (Microsoft, IBM) и усилила социальную дифференциацию человечества (в том числе цифровой барьер), следствием которой являются терроризм (в том числе и кибертерроризм) и миграции. Негативные тенденции компьютерной революции отражены в таком жанре, как киберпанк (героизация хакеров). Появляются новые виды преступлений (киберсталкинг, интернет-травля). Поколения все более обособляются друг от друга (геймеры).
В экономике распространение получили интернет-магазины (eBay, 1995), электронная система оплаты.

## Снижение стоимости микропроцессоров
Мини-компьютеры, предки современного персонального компьютера, использовали ранние интегральные схемы (микрочип), что снизило размеры и стоимость, но они не имели микропроцессора. Это означало, что они все ещё были большими и сложными в производстве, как их предшественники — мейнфреймы. После того как «компьютер-на-чипе» стал коммерческим продуктом, стоимость изготовления компьютерной системы резко снизилась. Арифметические, логические и управляющие функции, которые ранее занимали несколько дорогостоящих плат, теперь стали доступны в одной интегральной схеме, что позволило производить их в больших объёмах. Одновременно с этим успехи в развитии твердотельной памяти устранили громоздкую, дорогостоящую и энергоёмкую память на магнитных сердечниках, использовавшуюся в предыдущих поколениях компьютеров.
После выпуска в 1971 году первого коммерческого микропроцессора Intel 4004 затраты на изготовление микропроцессоров резко снизились. В 1974 году американский журнал электроники Radio-Electronics описал Mark-8 — компьютерный набор, основанный на процессоре Intel 8008. В январе следующего года журнал Popular Electronics опубликовал статью, описывающую набор, основанный на Intel 8080 — более мощном и простом в использовании процессоре. Altair 8800 продавался на удивление хорошо, даже несмотря на то что первоначальный размер памяти был ограничен до нескольких сотен байт и отсутствовало программное обеспечение. Микросхемы, входящие в комплект поставки Altair, обходились покупателю намного дешевле, чем при их отдельной закупке у Intel, что привело к появлению множества поклонников из числа любителей компьютеров, которые сформировали группы пользователей (в частности Homebrew Computer Club) и компании, заинтересованные в разработке микропроцессоров для своих собственных продуктов. Платы расширения памяти и периферийных устройств вскоре стали производиться как самими производителями, так и производителями совместимого оборудования.
Самым первым продуктом Microsoft был интерпретатор Бейсика на четырёхкилобайтной бумажной ленте, позволявший пользователям разрабатывать программы на языке высокого уровня. Альтернативой был ручной ввод машинного кода непосредственно в память микрокомпьютера, используя переднюю панель тумблеров, кнопок и светодиодных дисплеев. Аппаратная передняя панель эмулировала таковую в ранних мэйнфреймах и мини-ЭВМ, но довольно быстро взаимодействие через терминал стало более предпочтительным интерфейсом человек-машина, и передние панели отмерли.